# 19. svetovno vojaško prvenstvo v kolesarstvu
19. svetovno vojaško prvenstvo v kolesarstvu (uradno angleško 19th World Military Cycling Championship) je potekalo med 27. junijem in 4. julijem 2005 v poljskem Zegrzu.

## Udeleženci
- Avstrija
- Belgija
- Belorusija
- Francija
- Nemčija
- Italija
- Litva
- Nizozemska
- Poljska
- Rusija
- Slovaška
- Slovenija
- Šrilanka
- Ukrajina
- ZDA

## Discipline
Kronometer (31,2 km)
1. Jani Brajkovič ( Slovenija, 38:37:08)
2. Michał Ładosz ( Poljska, 39:05:61 (+0:28))
3. Stanislav Below ( Rusija, 39:11:26 (+0:34))
4. Aleksander Klimenko ( Ukrajina, 39:22:21 (+0:45))
5. Nico Kuypers ( Belgija, 39:26:20 (+0:49))
6. Valerij Kobzarenko ( Ukrajina, 39:40:99 (+1:03))
7. Aleksander Hatuntcev ( Rusija, 39:44:01 (+1:07))
8. Michał Pawlyta ( Poljska, 39:47:56 (+1:10))
9. Vincent Aldebert ( Francija, 40:24:63 (+1:47))
10. Gerry Werckx ( Belgija, 40:55:88 (+2:18))
11. Leif Lampater ( Nemčija, 41:15:66 (+2:38))
12. Harald Berger ( Avstrija, 41:17:59 (+2:40))
13. Gregor Bole ( Slovenija, 41:24:46 (+2:47))
14. Michael Bole ( Nemčija, 41:35:11 (+2:58))
15. Dzimitri Aulasenka ( Belorusija, 41:38:54 (+3:01))
16. Mario Angeli ( Italija, 41:40:69 (+3:03))
17. Uladzimir Autka ( Belorusija, 41:49:17 (+3:12))
18. Shawn Olin ( ZDA, 41:55:19 (+3:18))
19. Martin Alberts ( Nizozemska, 41:59:40 (+3:22))
20. Mindaugas Striska ( Litva, 42:00:31 (+3:23))
21. George Ganoung ( ZDA, 42:10:08 (+3:33))
22. Maros Kovac ( Slovaška, 42:24:04 (+3:47))
23. Bruno Sanetti ( Italija, 42:43:31 (+4:08))
24. Eric Macret ( Francija, 42:47:57 (+4:10))
25. Stefan Freivolt ( Slovaška, 42:50:28 (+4:13))
26. Josef Benetsender ( Avstrija, 42:54:32 (+4:17))
27. Neeguaye Dsane ( Nizozemska, 43:34:73 (+4:57))

Cestna dirka, indiviualno (159,8 km)
1. Evgenij Popov ( Rusija, 3:35:00)
2. Mateusz Rybczýnski ( Poljska, 3:35:20 (+20))
3. Vladimir Efimkin ( Rusija, 3:35:20 (+20))

Cestna dirka, ekipno
1. Rusija - 10:46:27
2. Poljska - 10:47:22 (+0:00:55)
3. Avstrija - 10:47:43 (+0:01:16)
4. Belorusija - 10:47:57 (+0:01:30)
5. Belgija - 10:48:02 (+0:01:35)
6. Ukrajina - 10:48:09 (+0:01:42)
7. Francija - 10:48:09 (+0:01:42)
8. Litva - 10:48:49 (+0:01:42)
9. Slovaška - 10:48:49 (+0:01:42)
10. Slovenija - 10:48:49 (+0:01:42)
11. Italija - 10:48:51 (+0:01:44)
12. Nemčija - 10:49:01 (+0:01:54)
13. Nizozemska - 10:49:01 (+0:01:54)
14. ZDA - 10:49:01 (+0:01:54)